# Anneville-en-Saire
Anneville-en-Saire és un municipi francès situat al departament de la Manche i a la regió de Normandia. L'any 2007 tenia 369 habitants.

## Demografia

### Població
El 2007 la població de fet d'Anneville-en-Saire era de 369 persones. Hi havia 161 famílies de les quals 43 eren unipersonals (31 homes vivint sols i 12 dones vivint soles), 55 parelles sense fills, 47 parelles amb fills i 16 famílies monoparentals amb fills.
La població ha evolucionat segons el següent gràfic:
Habitants censats

### Habitatges
El 2007 hi havia 233 habitatges, 160 eren l'habitatge principal de la família, 55 eren segones residències i 18 estaven desocupats. 221 eren cases i 10 eren apartaments. Dels 160 habitatges principals, 124 estaven ocupats pels seus propietaris, 34 estaven llogats i ocupats pels llogaters i 2 estaven cedits a títol gratuït; 1 tenia una cambra, 15 en tenien dues, 23 en tenien tres, 44 en tenien quatre i 78 en tenien cinc o més. 127 habitatges disposaven pel capbaix d'una plaça de pàrquing. A 68 habitatges hi havia un automòbil i a 76 n'hi havia dos o més.

### Piràmide de població
La piràmide de població per edats i sexe el 2009 era:
| Homes | Edats   | Dones |
| ----- | ------- | ----- |
| 0     | 95 o +  | 4     |
| 0     | 90 a 94 | 0     |
| 4     | 85 a 89 | 8     |
| 12    | 80 a 84 | 8     |
| 0     | 75 a 79 | 20    |
| 8     | 70 a 74 | 8     |
| 20    | 65 a 69 | 12    |
| 4     | 60 a 64 | 8     |
| 8     | 55 a 59 | 20    |
| 12    | 50 a 54 | 8     |
| 12    | 45 a 49 | 4     |
| 12    | 40 a 44 | 12    |
| 20    | 35 a 39 | 12    |
| 4     | 30 a 34 | 16    |
| 12    | 25 a 29 | 4     |
| 0     | 20 a 24 | 0     |
| 16    | 15 a 19 | 8     |
| 20    | 10 a 14 | 24    |
| 12    | 5 a 9   | 8     |
| 8     | 0 a 4   | 0     |

## Economia
El 2007 la població en edat de treballar era de 223 persones, 152 eren actives i 71 eren inactives. De les 152 persones actives 142 estaven ocupades (81 homes i 61 dones) i 10 estaven aturades (4 homes i 6 dones). De les 71 persones inactives 38 estaven jubilades, 17 estaven estudiant i 16 estaven classificades com a «altres inactius».

### Ingressos
El 2009 a Anneville-en-Saire hi havia 167 unitats fiscals que integraven 384 persones, la mediana anual d'ingressos fiscals per persona era de 15.340 €.

### Activitats econòmiques
Dels 22 establiments que hi havia el 2007, 1 era d'una empresa alimentària, 3 d'empreses de fabricació d'altres productes industrials, 1 d'una empresa de construcció, 7 d'empreses de comerç i reparació d'automòbils, 5 d'empreses d'hostatgeria i restauració, 2 d'empreses de serveis i 3 d'entitats de l'administració pública.
Dels 3 establiments de servei als particulars que hi havia el 2009, 1 era una lampisteria i 2 restaurants.
Dels 3 establiments comercials que hi havia el 2009, 1 era una botiga de menys de 120 m², 1 una fleca i 1 una botiga de material de revestiment de parets i terra.
L'any 2000 a Anneville-en-Saire hi havia 21 explotacions agrícoles que ocupaven un total de 372 hectàrees.

## Poblacions més properes
El següent diagrama mostra les poblacions més properes.